# Spectrum Road (альбом)
Spectrum Road — единственный альбом фьюжновой супергруппы Spectrum Road, задуманной как трибьют-проект, посвященный памяти барабанщика Тони Уильямса (Tony Williams) и в том числе его ансамблю The Tony Williams Lifetime. В составе группы — бас-гитарист Джек Брюс, который был участником The Tony Williams Lifetime во время записи альбома Turn It Over (1970), барабанщица Синди Блэкман-Сантана, бывшая ученица Уильямса, органист Джон Медески (Medeski Martin & Wood) и гитарист Вернон Рейд (Living Colour). Все композиции на пластинке, кроме двух, являются кавер-версиями The Tony Williams Lifetime или сольных работ Уильямса.

## Список композиций
| №  | Название            | Автор                                                    | Комментарий | Время |
| -- | ------------------- | -------------------------------------------------------- | --- | ----- |
| 1  | Vuelta Abajo        | Tony Williams                                            | Оригинал — с альбома The Tony Williams Lifetime Turn It Over (1970)                                                         | 5:27  |
| 2  | There Comes a Time  | Tony Williams                                            | Оригинал — с альбома The Tony Williams Lifetime Ego (1971)                                                                  | 4:19  |
| 3  | Coming Back Home    | Jan Hammer                                               | Оригинал — с альбома Тони Уильямса The Joy Of Flying (1969)                                                                 | 4:38  |
| 4  | Where               | John McLaughlin                                          | Оригинал — с альбома The Tony Williams Lifetime Emergency! (1969)                                                           | 12:38 |
| 5  | An t-Eilan Muileach | традиционная                                             | | 4:31  |
| 6  | Vashkar             | Carla Bley                                               | Оригинал — с альбома The Tony Williams Lifetime Emergency! (1969)                                                           | 5:50  |
| 7  | One Word            | John McLaughlin                                          | Оригинал вышел на сингле One Word / Two Worlds, добавлен в качестве бонус-трека при переиздании альбома Turn It Over (1970) | 4:16  |
| 8  | Blues for Tillmon   | Cindy Blackman / Jack Bruce / John Medeski / Vernon Reid | | 5:38  |
| 9  | Allah Be Praised    | Larry Young                                              | Оригинал — с альбома The Tony Williams Lifetime Turn It Over (1970)                                                         | 4:09  |
| 10 | Wild Life           |                                                          | Оригинал — с альбома The New Tony Williams Lifetime Believe It (1975)                                                       | 4:47  |

## Участники
- Джек Брюс — бас-гитара, вокал
- Джон Медески — Хаммонд-орган, клавишные
- Синди Блэкман-Сантана — ударные, вокал
- Вернон Рейд — гитара